# Distrito electoral de Oak (condado de Lancaster, Nebraska)
Oak (en inglés: Oak Precinct) es un distrito electoral ubicado en el condado de Lancaster en el estado estadounidense de Nebraska. En el Censo de 2010 tenía una población de 855 habitantes y una densidad poblacional de 10,02 personas por km².

## Geografía
Oak se encuentra ubicado en las coordenadas 40°55′22″N 96°44′55″O / 40.92278, -96.74861. Según la Oficina del Censo de los Estados Unidos, Oak tiene una superficie total de 85.31 km², de la cual 85.12 km² corresponden a tierra firme y (0.22%) 0.18 km² es agua.

## Demografía
Según el censo de 2010, había 855 personas residiendo en Oak. La densidad de población era de 10,02 hab./km². De los 855 habitantes, Oak estaba compuesto por el 97.66% blancos, el 0.12% eran afroamericanos, el 0.35% eran amerindios, el 1.05% eran asiáticos, el 0% eran isleños del Pacífico, el 0.12% eran de otras razas y el 0.7% pertenecían a dos o más razas. Del total de la población el 0.58% eran hispanos o latinos de cualquier raza.